# هنر دیجیتال

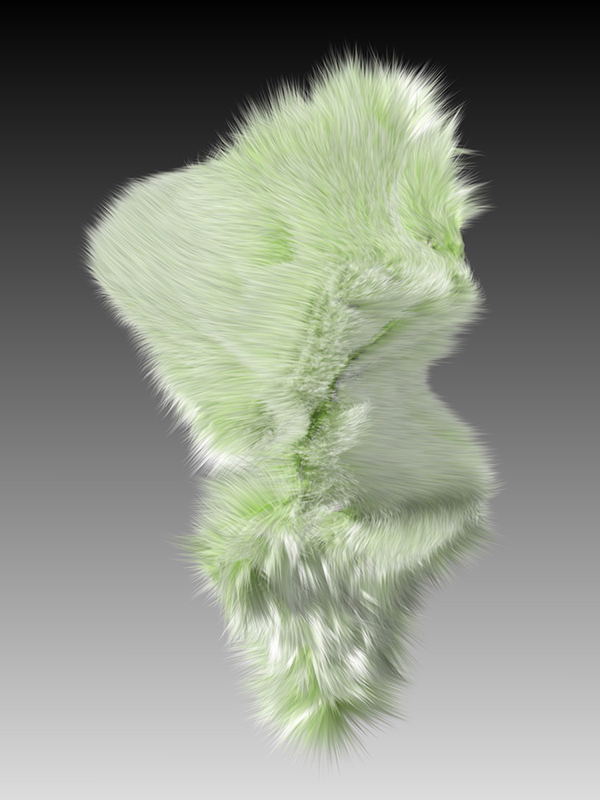
تصویر ویروس کامپیوتری چرنوبیل که توسط هنرمند رسانه جدید اوکراینی استپان ریابچنکو در سال 2011 ایجاد شده است.

هنر دیجیتال (به انگلیسی: Digital art)، اصطلاحی عمومی برای گستره‌ای از آثار هنری و شیوه‌هایی است که از فناوری دیجیتال بعنوان بخش ضروری فرایند خلق و/یا ارائه استفاده می‌کند. واژهٔ دیجیتال نمایندهٔ نخست: رسانهٔ نشان دادن یا نمودن اثر است و دوم: ابزار تولید هنر. از دههٔ ۱۹۷۰ نام‌های مختلفی برای آن بکار رفته، از جمله هنر رایانه و هنر چندرسانه‌ای؛ و هنر دیجیتال خودش تحت اصطلاح کلی‌تر هنر رسانهٔ جدید قرار گرفته‌است.
تأثیر فناوری دیجیتال باعث دگرگونی فعالیت‌هایی مانند نقاشی، رسم، مجسمه‌سازی، هنرهای صوتی و موسیقی شده‌است، در حالی که شکل‌های جدید مانند نقاشی دیجیتال، هنر اینترنت، اینستالیشن یا هنر چیدمان دیجیتال، و واقعیت مجازی، به عنوان شیوه‌های هنری شناخته می‌شوند. به‌طور کلی‌تر اصطلاح هنرمند دیجیتال برای توصیف هنرمندی بکار می‌رود که از فناوری‌های دیجیتال در تولید هنر بهره می‌گیرد. در یک مفهوم گسترده، «هنر دیجیتال» اصطلاحی است که به هنر معاصر که از روش‌های تولید انبوه یا رسانه دیجیتال بهره می‌برد گفته می‌شود.
به‌طور مثال «ویدیو آرت» ها رسانه دیجیتال دارند و فقط وُ فقط با این رسانه می‌توانند وجود پیدا کنند، تنها با این رسانه می‌توانند خود را در اختیار مخاطب بگذارند. اما «تئاتر» رسانه ای غیر دیجیتال دارد و آن را به روی «صحنه» به مخاطب عرضه می‌کنند. در هنرهای مدرن همچون «اینستالیشن» ممکن است از رسانه‌های ترکیبی سود برده شود، مثلاً اینگونه اجرا شوند که: صحنه وُ بازی بازیگران وُ دیگر چیزها ایستاده یا نشسته، در پس زمینه هم، نمایش انیمیشن روی یک «ال ایی دی» بزرگ یا نمایش از طریق ویدیو پروژکتورها.